# Storm P. Museet
Storm P.-Museet er beliggende på Frederiksberg ved Frederiksberg Runddel. 
Museet blev etableret i bygningen i 1977 og rummer en del af Robert Storm Petersen efterladte bo. Bygningen var oprindelig lokalpolitistation.
Samlingen illustrerer en lang række af Storm P.s mange talenter.
Storm P.-Museet blev i 2021 slået sammen med revymuseet Alhambra, og går nu under navnet STORM. 

## Ekstern henvisning
- STORM webside

55°40′28.1″N 12°31′55.2″Ø / 55.674472°N 12.532000°Ø